# 瓦济耶
瓦济耶（法語：Waziers，法語發音：[wazje]），法国北部城市，上法兰西大区诺尔省的一个市镇，隶属于杜埃区，其市镇面积为4.34平方公里，2022年1月1日时人口数量为7,312人，在法国城市中排名第1,431位。
瓦济耶位于诺尔省南部，杜埃市区东北，是杜埃的一个近郊卫星城，近现代因其境内的煤矿开采而兴盛。法国指挥家乔治·普雷特和足球运动员米歇尔·斯蒂文纳出生于瓦济耶。

## 地名来源
“瓦济耶”一名最初于公元1117年以“Wasers”的形式被记载，该名称出自日耳曼语“wasa”，意为“水域、沼泽”，可能与当地的自然环境有关。

## 历史

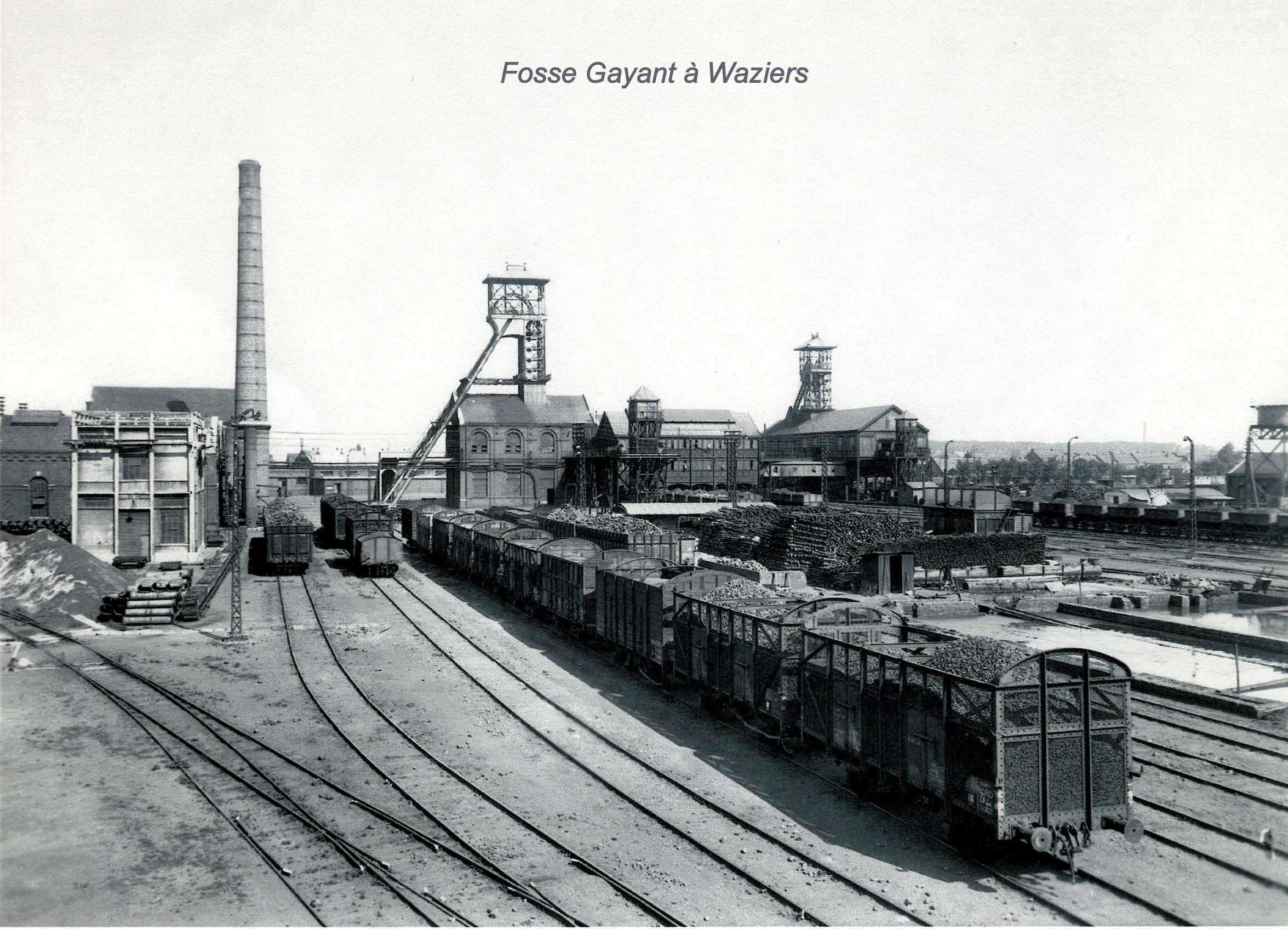
20世纪30年代的加扬煤矿

瓦济耶的早期历史尚不清楚，该区域中世纪时长期为佛兰德伯国的一部分，1482年起被哈布斯堡王朝统治。根据《1668年亚琛条约》，瓦济耶被路易十四继承，成为佛兰德行省的一部分。法国大革命后，瓦济耶成为北部省的一个市镇，彼时，瓦济耶尚为一个仅两百余人口的农业聚落，后随着杜埃的城市扩张而人口增加。至19世纪中期，瓦济耶的居民数量已接近一千。工业革命期间，瓦济耶所处的北部-加来海峡矿区得到大规模开发，加扬矿井是瓦济耶境内的首座矿井，自1852年起投产，此后其附近又开辟了多处矿井。随着矿井的开发，瓦济耶境内形成了大规模的工人社区。1869年，瓦济耶发生圣母煤矿事故，造成11人遇难。19世纪末，一条长达35千米的环状矿区铁路从瓦济耶经过，该铁路使得瓦济耶成为杜埃附近的一个煤炭转运中心。得益于重工业的发展，当地人口数量快速增加，至20世纪20年代已接近一万。1927年，瓦济耶矿工圣母教堂建成。二战后，瓦济耶接纳了大批来自法属北非殖民地的居民。20世纪中后期，瓦济耶煤炭开采量逐年下降，当地人口亦有所减少。瓦济耶的最后一处矿井于1978年关闭。

## 地理

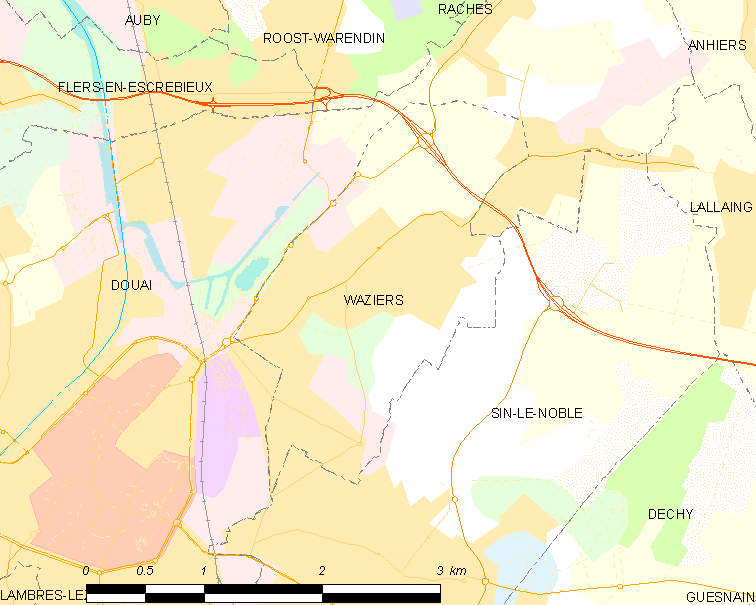
瓦济耶市镇范围地图

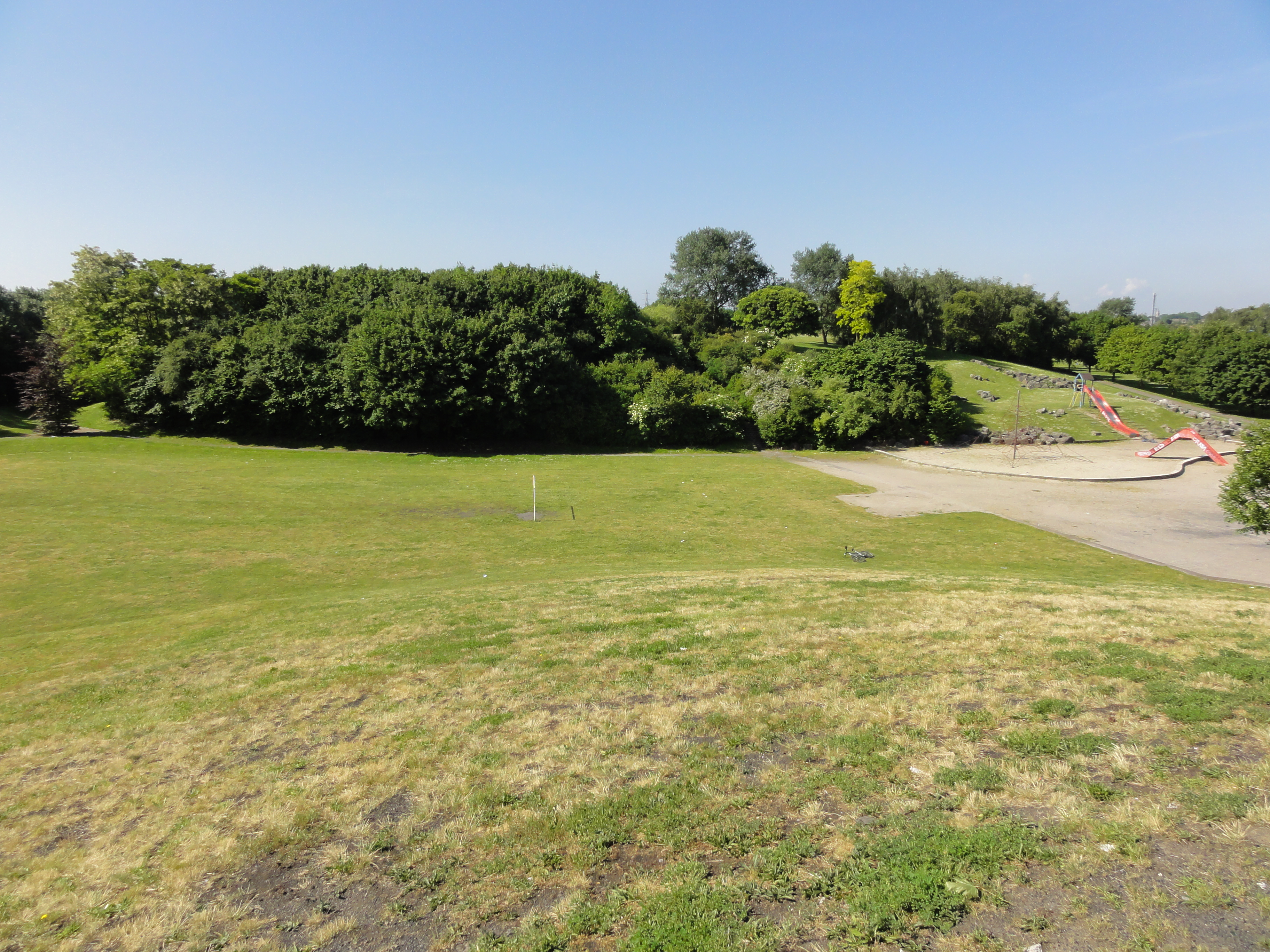
一处尾矿坝旧址

瓦济耶位于法国北部，上法兰西大区北部和诺尔省南部，距离省会里尔大约35公里。与瓦济耶接壤的市镇包括杜埃和桑勒诺布勒。

### 地形
瓦济耶位于北部-加来海峡平原腹地，境内以平原为主，市镇中心地势较为平坦，全境海拔在17到27米之间。

### 水文
瓦济耶位于斯卡尔普河流域范围内，其市镇范围内无大型地表径流。

### 植被
瓦济耶属于温带阔叶混交林区，镇中心的贝尔尼库尔公园（Parc Bernicourt）是当地主要的城市绿地。
在鲜花城市的评比中，瓦济耶被评为2星级鲜花城市。

### 气候
瓦济耶在柯本气候分类法中属于温带海洋性气候。
距离瓦济耶最近的常年气象站位于杜埃境内，以下为该气象站的数据（其中日照数据取自里尔机场）：
| 杜埃 1981年－2019年 | 杜埃 1981年－2019年 | 杜埃 1981年－2019年 | 杜埃 1981年－2019年 | 杜埃 1981年－2019年 | 杜埃 1981年－2019年 | 杜埃 1981年－2019年 | 杜埃 1981年－2019年 | 杜埃 1981年－2019年 | 杜埃 1981年－2019年 | 杜埃 1981年－2019年 | 杜埃 1981年－2019年 | 杜埃 1981年－2019年 | 杜埃 1981年－2019年 |
| 月份                | 1月                 | 2月                 | 3月                 | 4月                 | 5月                 | 6月                 | 7月                 | 8月                 | 9月                 | 10月                | 11月                | 12月                | 全年                |
| ------------------- | ------------------- | ------------------- | ------------------- | ------------------- | ------------------- | ------------------- | ------------------- | ------------------- | ------------------- | ------------------- | ------------------- | ------------------- | ------------------- |
| 历史最高温 °C（°F） | 15 (59)             | 18.3 (64.9)         | 23.8 (74.8)         | 28 (82)             | 31.3 (88.3)         | 36 (97)             | 37.5 (99.5)         | 36.5 (97.7)         | 32 (90)             | 29 (84)             | 20.5 (68.9)         | 15 (59)             | 37.5 (99.5)         |
| 平均高温 °C（°F）   | 5.8 (42.4)          | 6.8 (44.2)          | 10.6 (51.1)         | 14.3 (57.7)         | 18.1 (64.6)         | 20.9 (69.6)         | 23.6 (74.5)         | 23.5 (74.3)         | 19.7 (67.5)         | 15 (59)             | 9.6 (49.3)          | 6.2 (43.2)          | 14.5 (58.1)         |
| 日均气温 °C（°F）   | 3.5 (38.3)          | 3.9 (39.0)          | 6.9 (44.4)          | 9.5 (49.1)          | 13.2 (55.8)         | 16 (61)             | 18.3 (64.9)         | 18 (64)             | 15 (59)             | 11.3 (52.3)         | 6.9 (44.4)          | 4 (39)              | 10.5 (50.9)         |
| 平均低温 °C（°F）   | 1.2 (34.2)          | 1.1 (34.0)          | 3.2 (37.8)          | 4.8 (40.6)          | 8.4 (47.1)          | 11 (52)             | 13 (55)             | 12.6 (54.7)         | 10.3 (50.5)         | 7.7 (45.9)          | 4.2 (39.6)          | 1.8 (35.2)          | 6.6 (43.9)          |
| 历史最低温 °C（°F） | −20.5 (−4.9)        | −12.5 (9.5)         | −11 (12)            | −4.5 (23.9)         | −1.5 (29.3)         | 2 (36)              | 4.1 (39.4)          | 4.1 (39.4)          | 0 (32)              | −6 (21)             | −9.5 (14.9)         | −12.5 (9.5)         | −20.5 (−4.9)        |
| 平均降水量 mm（）   | 57.7 (2.27)         | 46.5 (1.83)         | 55 (2.2)            | 46.7 (1.84)         | 57.5 (2.26)         | 64.6 (2.54)         | 68.3 (2.69)         | 62.4 (2.46)         | 60.2 (2.37)         | 64.9 (2.56)         | 65.4 (2.57)         | 67.6 (2.66)         | 716.8 (28.22)       |
| 月均日照時數        | 65.5                | 70.7                | 121.1               | 172.2               | 193.9               | 206                 | 211.3               | 199.5               | 151.9               | 114.4               | 61.4                | 49.6                | 1,617.5             |
| 来源：infoclimat.fr |                     |                     |                     |                     |                     |                     |                     |                     |                     |                     |                     |                     |                     |

## 行政区划
瓦济耶的市镇编号为59654，邮政编号为59119。
在行政管理方面，瓦济耶隶属于法国上法兰西大区诺尔省杜埃区；在地方选举方面，瓦济耶隶属于桑勒诺布勒县，其市镇范围全境被划入诺尔省第十六选区；在社会管理方面，瓦济耶是杜埃城市圈公共社区的组成部分。
瓦济耶的新塘（Frais Marais）、上土地-勒维维耶（Haut Terroir - Le Vivier）和圣母-拉克洛谢特-勒比武阿克（Notre Dame - La Clochette - Le Bivouac）三个街区为城市政策优先街区。
法国国家统计与经济研究所（简称）在进行数据统计时，将瓦济耶及相邻的另外66个市镇设为杜埃-朗斯城市核心区，并将包括核心区在内的周边共103个市镇划为杜埃-朗斯城市区。自2020年起，杜埃-朗斯城市区被撤销，瓦济耶被划入包含61个市镇的杜埃城市辐射区内。此外，还将瓦济耶市镇分为了三个“块区”（IRIS），以便于统计人口分布情况。

## 交通

### 公路
多条诺尔省省道在瓦济耶境内交汇。上法兰西大区下属的城际客运提供巴士线路，可前往周边部分市镇。
2019年，70.1%的瓦济耶家庭拥有至少一辆私人汽车。2019年，瓦济耶境内共发生各类交通事故6起，造成1人遇难，5人受伤，其中3人重伤。
| 23 | 2 |

| 里尔 | 35 |

| 杜埃 | 4 |

| 桑勒诺布勒 | 3 |

### 铁路
瓦济耶位于索曼－杜埃铁路北线和索曼－杜埃铁路南线两条矿区铁路的交汇处，该铁路已于20世纪末随着煤矿的关闭而废弃，其部分路段被开辟为城市绿道。
距离瓦济耶最近的运营中的客运铁路车站为2公里外的杜埃站，该站停靠往返于巴黎和瓦朗谢讷之间的高速列车，以及前往里尔、朗斯、瓦朗谢讷、亚眠、圣康坦等地的区域列车。

### 航空
距离瓦济耶最近的民用航空站为里尔机场，距离瓦济耶市中心的公路里程约26公里。

### 城市公共交通
瓦济耶是杜埃城市公共交通（商业名称为）的服务范围，后者是杜埃城市圈的城市公共交通系统。截至2023年3月，该系统共包括一条大容量公交线路和数十条普通公交线路，其中公交3路、4路、7路、13路、16路、17路经过瓦济耶市区。

## 政治

### 市政内阁

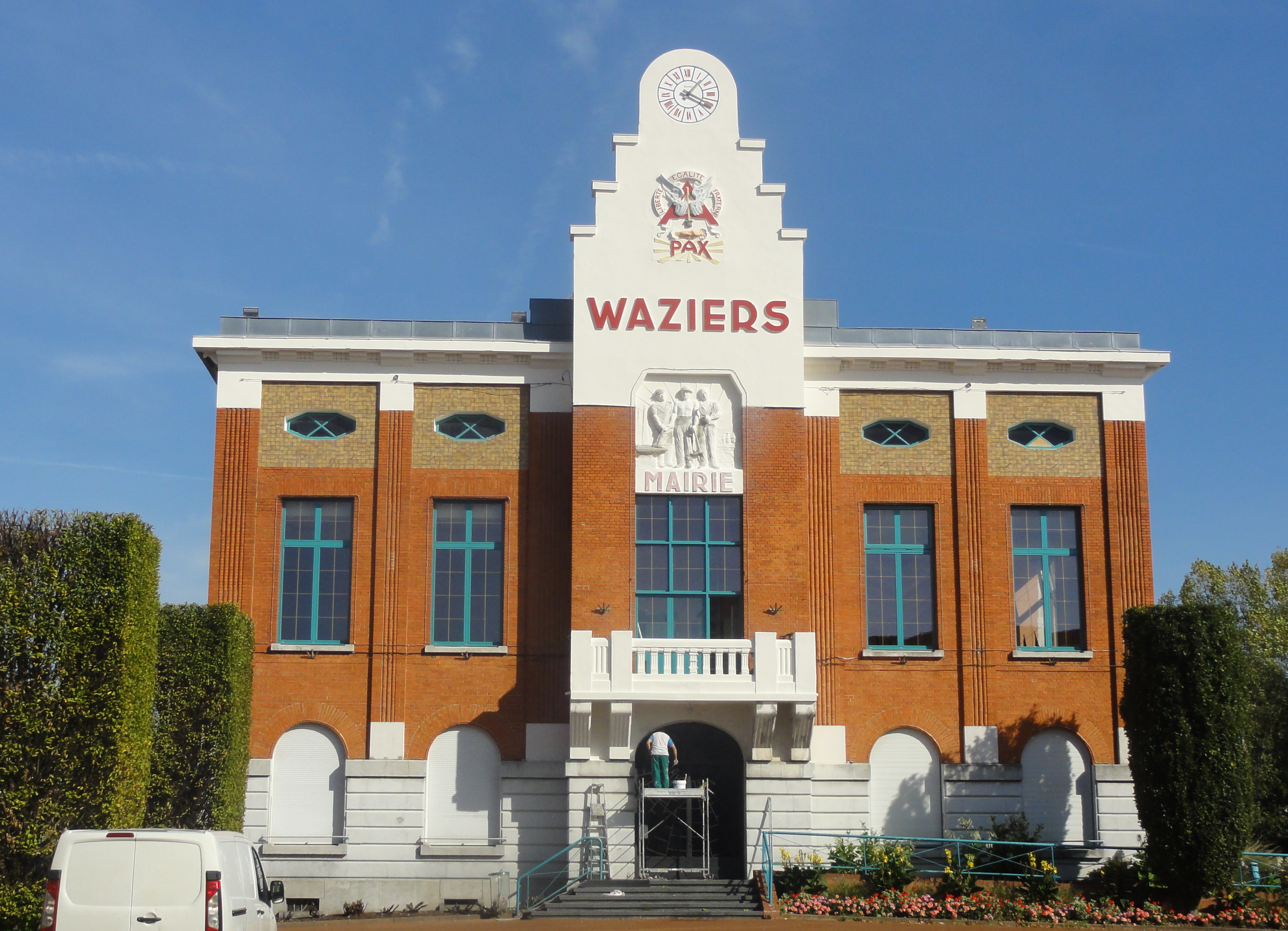
瓦济耶市政厅

瓦济耶的现任市长为洛朗·代斯蒙先生（Laurent DESMONS），他是一名左翼无党派人士，在2020年的市政选举中获得了57.63%的支持率。
| 瓦济耶历届市长 | 瓦济耶历届市长                  | 瓦济耶历届市长    |
| 任期           | 市长                            | 党派              |
| -------------- | ------------------------------- | ----------------- |
| 1945年－1959年 | Georges LARUE 乔治·拉吕         | PCF法国共产党     |
| 1959年－1974年 | Roger MIQUET 罗歇·米凯          | PCF法国共产党     |
| 1974年－1992年 | Marc DUQUESNE 马克·迪凯纳       | PCF法国共产党     |
| 1992年－2002年 | Michel MONSIEUR 米歇尔·蒙西厄尔 | PCF法国共产党     |
| 2002年－2020年 | Jacques MICHON 雅克·米雄        | PCF法国共产党     |
| 2020年－       | Laurent DESMONS 洛朗·代斯蒙     | DVG左翼无党派人士 |

### 各级选举
| 瓦济耶历届投票选举结果 | 瓦济耶历届投票选举结果 | 瓦济耶历届投票选举结果 | 瓦济耶历届投票选举结果           | 瓦济耶历届投票选举结果           | 瓦济耶历届投票选举结果 | 瓦济耶历届投票选举结果              | 瓦济耶历届投票选举结果              | 瓦济耶历届投票选举结果 | 瓦济耶历届投票选举结果 |
| 选举项目               | 选举范围               | 选区单位               | 选区单位内的选举结果             | 选区单位内的选举结果             | 选区单位内的选举结果   | 选区单位内的选举结果                | 选区单位内的选举结果                | 选区单位内的选举结果   | 参考资料               |
| 选举项目               | 选举范围               | 选区单位               | 第一轮胜出者                     | 第一轮胜出者                     | 支持率                 | 第二轮胜出者                        | 第二轮胜出者                        | 支持率                 | 参考资料               |
| ---------------------- | ---------------------- | ---------------------- | -------------------------------- | -------------------------------- | ---------------------- | ----------------------------------- | ----------------------------------- | ---------------------- | ---------------------- |
| 2017年法國總統選舉     | 法國                   | 市镇                   |                                  | 让-吕克·梅朗雄                   | 38.09%                 |                                     | 玛丽娜·勒庞                         | 53.19%                 | [ 27 ]                 |
| 2017年法国立法选举     | 诺尔省第十六选区       | 市镇                   |                                  | 阿兰·布吕内尔                    | 35.78%                 |                                     | 阿兰·布吕内尔                       | 59.68%                 | [ 27 ]                 |
| 2019年欧洲议会选举     | 法國                   | 市镇                   |                                  | 若尔当·巴尔代拉                  | 38.95%                 | （不适用）                          | （不适用）                          | （不适用）             | [ 29 ]                 |
| 2021年法国省级选举     |                        | 县                     |                                  | 安娜-索菲·勒克莱尔 马蒂厄·马尔乔 | 30.36%                 |                                     | 若西雅娜·布里杜 弗雷德里克·德拉努瓦 | 59.08%                 | [ 30 ]                 |
| 2021年法国省级选举     | 市镇                   |                        | 安娜-索菲·勒克莱尔 马蒂厄·马尔乔 | 30.09%                           |                        | 若西雅娜·布里杜 弗雷德里克·德拉努瓦 | 55.76%                              |                        | [ 30 ]                 |
| 2021年法国大区选举     | 上法蘭西大區           | 市镇                   |                                  | 塞巴斯蒂安·舍尼                  | 31.5%                  |                                     | 塞巴斯蒂安·舍尼                     | 35.24%                 | [ 31 ]                 |
| 2022年法国总统选举     | 法國                   | 市镇                   |                                  | 玛丽娜·勒庞                      | 36.27%                 |                                     | 玛丽娜·勒庞                         | 58%                    | [ 27 ]                 |
| 2022年法国立法选举     | 诺尔省第十六选区       | 市镇                   |                                  | 阿兰·布吕内尔                    | 44.73%                 |                                     | 阿兰·布吕内尔                       | 57.46%                 | [ 27 ]                 |

## 人口
2019年，瓦济耶市镇人口数量为7,402，在法国排名第1,431位。其中男性3,541人，女性3,861人，75岁及以上人口占6.7%，外籍人口数量为469人，人口密度为1,706人/平方公里，当地居民被称为（男性）或（女性）。2020年，瓦济耶境内出生98人，死亡人口58人。
| 瓦济耶1901年－2020年人口变化情况 |
|                                  |
| 数据来源：Cassini、INSEE         |

## 经济

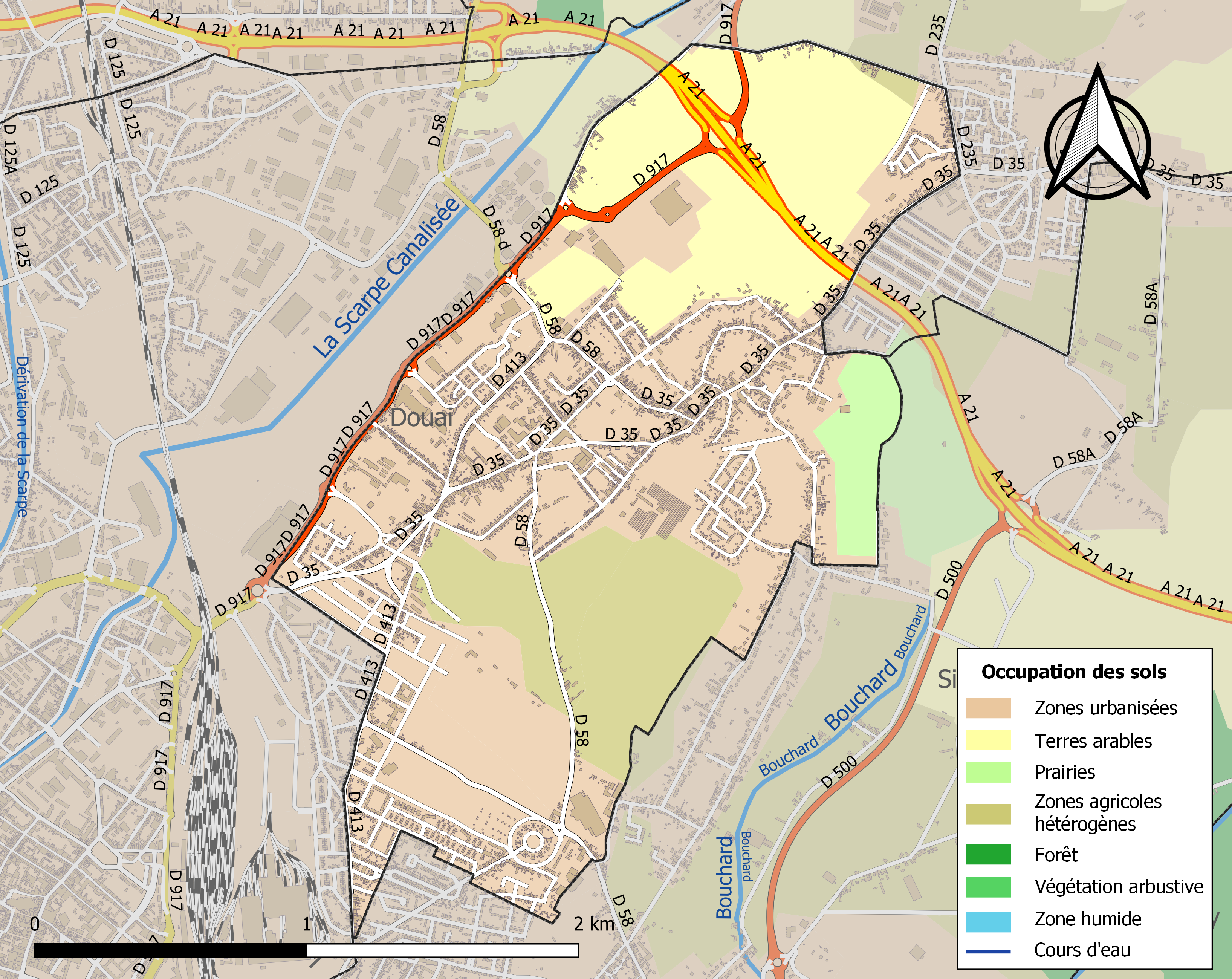
瓦济耶土地利用情况地图

瓦济耶是杜埃附近的一个近郊卫星城。截止2023年3月，瓦济耶市镇范围内共有各类用人单位（包含自雇）652家，平均历史为15年，其中93.67%为中小型企业（PME），2023年1月至3月间，当地的经济活力指数为0.31%。 （短途公路货运）、（企业管理）及（肉制品加工）是当地2021年营业额最高的三个企业，分别为56,893,409欧元、6,019,180欧元和5,709,795欧元。

## 财政与居民收入
2021年，瓦济耶的财政收入总额为11,320,900欧元，财政支出总额为10,345,800欧元，当年的债务总额为8,367,610欧元。2021年，瓦济耶市镇通过增值税获得84,580欧元的收入，此外当地还共获得了117,860欧元的国家直接财政补助。
2020年，瓦济耶的人均月收入总额为1,896欧元，其中高级职员为3,156欧元，低于法国平均水平（4,230欧元）；中级职员为2,162欧元，低于法国平均水平（2,411欧元）；普通职员为1,605欧元，亦低于法国平均水平（1,740欧元）。
2019年，瓦济耶境内的贫困率为30%，青壮年（15至64岁）失业率为26.9%；当地26.1%的家庭拥有纳税资格，平均纳税1,424欧元，低于法国平均水平（3,910欧元）。

## 社会事务

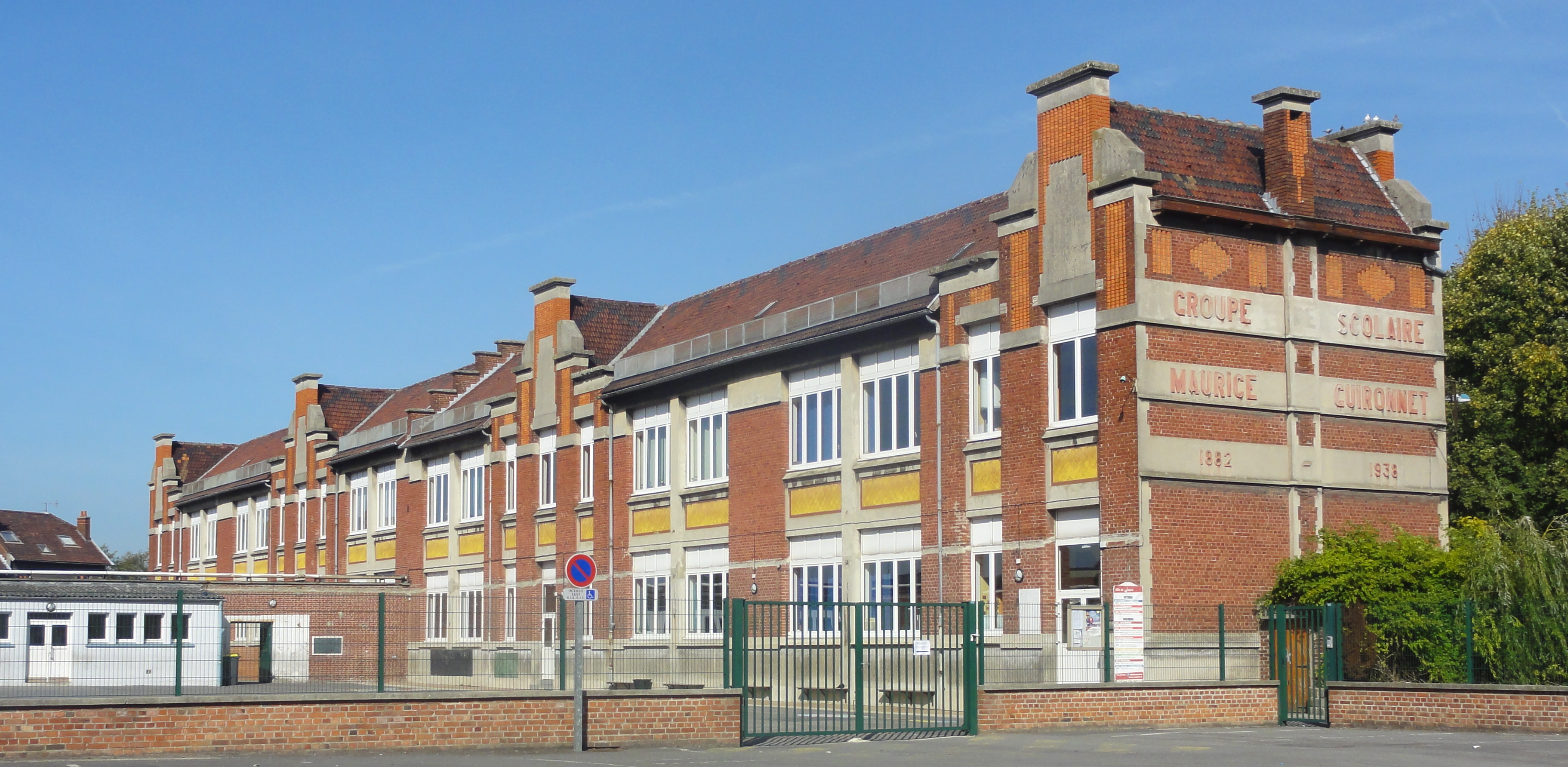
瓦济耶境内的一所学校

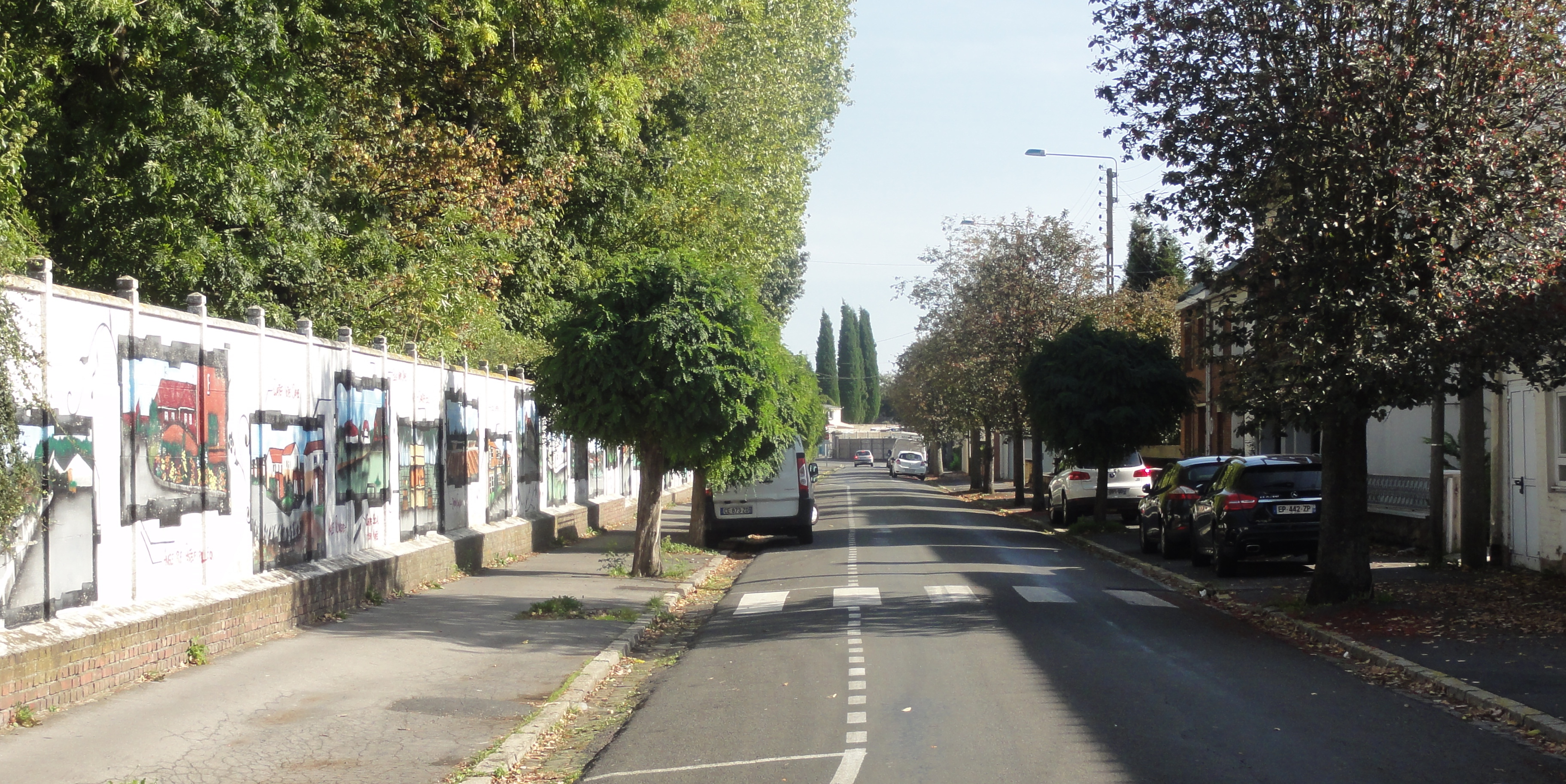
莫里斯·吉罗内大街

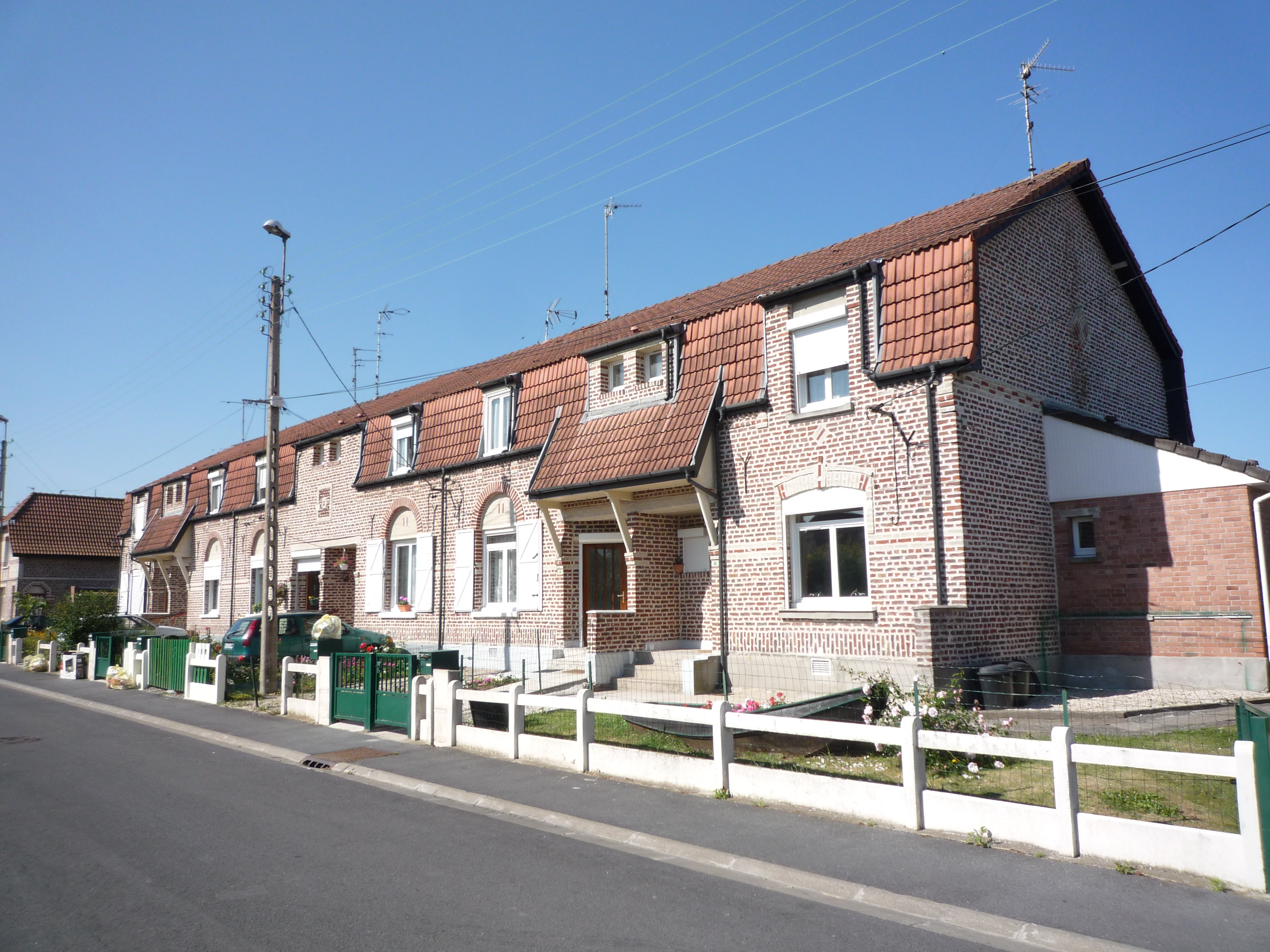
一处居民建筑

### 教育
瓦济耶属于里尔学区。截止2021年1月1日，瓦济耶境内共有3所幼儿园、3所小学、1所初级中学和1所职业高中。2021至2022学年度，瓦济耶境内共有在校中等教育阶段学生357名。

### 医疗
截止2021年1月1日，瓦济耶境内共有全科医生1名、保健师7名、牙医1名和护士4名。境内共有药房4家。
距离瓦济耶最近的区域性医疗机构为杜埃中心医院，其主病区位于杜埃市区南部，距离瓦济耶市区的正常车程约12分钟，该院设有床位596个，是当地规模最大的公立综合性医院。

### 住房
2019年，瓦济耶境内共有各类住房3,016套，其中86.3%为独立式居民区，13.6%为集中式居民区。常住房屋占瓦济耶市镇范围内居民建筑总量的93.0%。
在住房保障政策方面，2021年，瓦济耶境内共有1,053户家庭获得了住房经济补助，受益人数占总人口数量的14.2%，其中997份为房租补助。

### 商业
2021年，瓦济耶境内共有各类实体商铺87家，其中餐厅10家、大型超市3家、杂货店4家、面包房4家、肉铺7家、装饰品店1家、美容美发店9家、汽车维修店8家。市区北部建有“杜埃-瓦济耶下土地”商业街区（Centre commercial Douai-Waziers le Bas Terroir），有E.Leclerc、Boulanger、BUT、Leroy Merlin等大型商场。

### 体育
2021年，瓦济耶境内共有1家游泳池、2间体育馆、1座综合体育场、3处网球场、2处足球或橄榄球场以及1处篮球或排球场。
截至2023年3月，瓦济耶境内共有两家注册足球俱乐部。瓦济耶矿工体育联盟（Union Sportive Mineurs Waziers，编号500927）是当地的代表性足球队，成立于1991年，其主队2022至2023赛季参加上法兰西大区足球联赛甲组（法国第六级别），其主场为加扬球场（Stade Gayant）。

### 环境
瓦济耶的环境事务由其所属的杜埃城市圈公共社区联合各级政府协调负责。2021年，瓦济耶境内共有2家污染企业。

### 治安
2021年，瓦济耶市镇范围内共有1处派出所。
瓦济耶及其附近的共36个市镇是杜埃警区（zone police de Douai）的管辖范围。2020年，该警区累计记录各类案件9,964起，其中盗窃类案件4,762起，经济类案件1,300起，毒品交易类案件341起。

## 文化
2021年，瓦济耶境内暂无任何文化设施。瓦济耶境内建有路易·阿拉贡市政图书馆（Bibliothèque Louis Aragon），每周一至六向公众开放。

### 建筑
瓦济耶境内有多处历史建筑，其中矿工圣母教堂是法国国家文物保护单位，圣里克特吕德教堂（Église Sainte-Rictrude de Waziers）是当地的地标性建筑物。

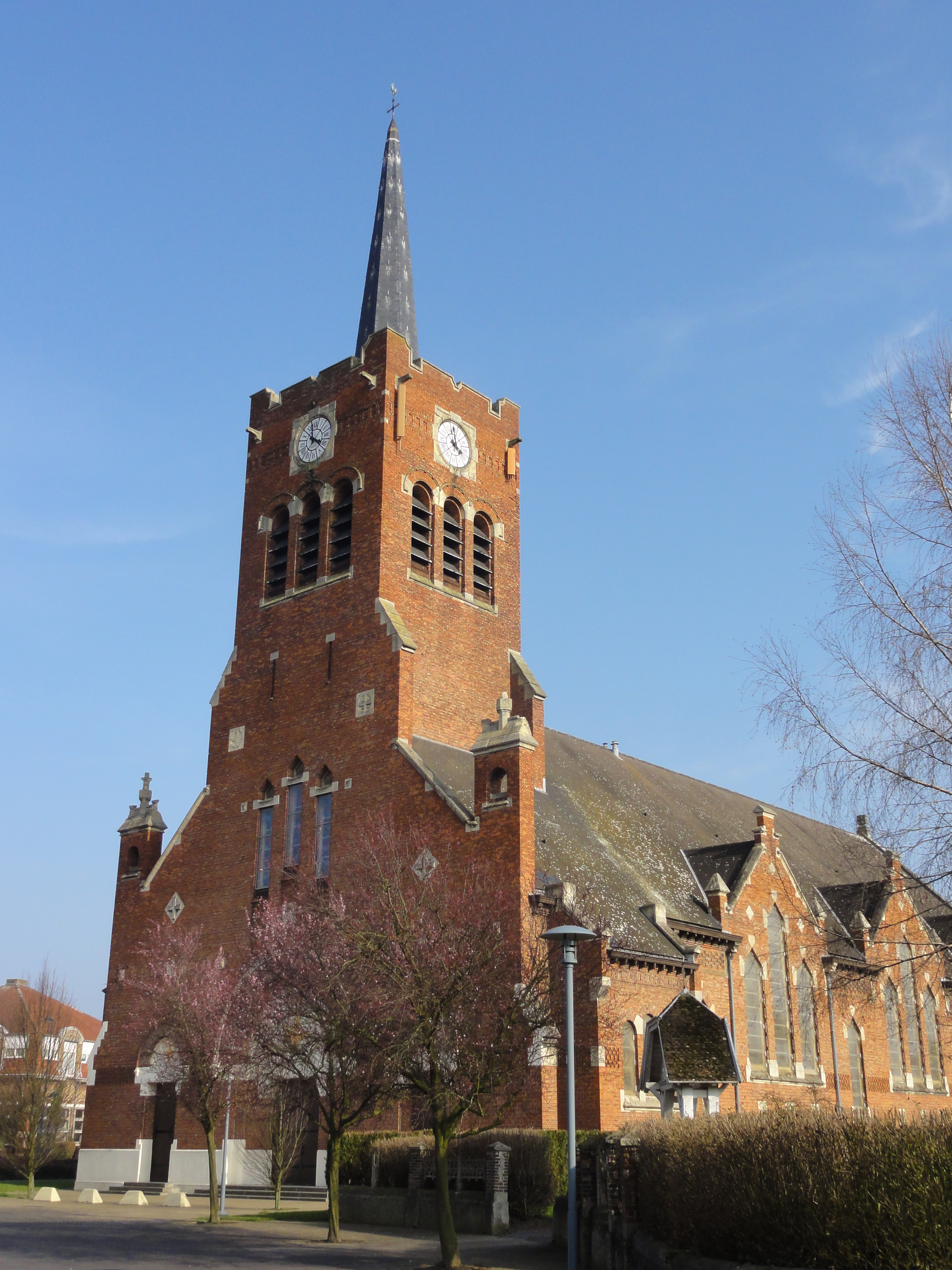
矿工圣母教堂（法语：Église Notre-Dame-des-Mineurs de Waziers）
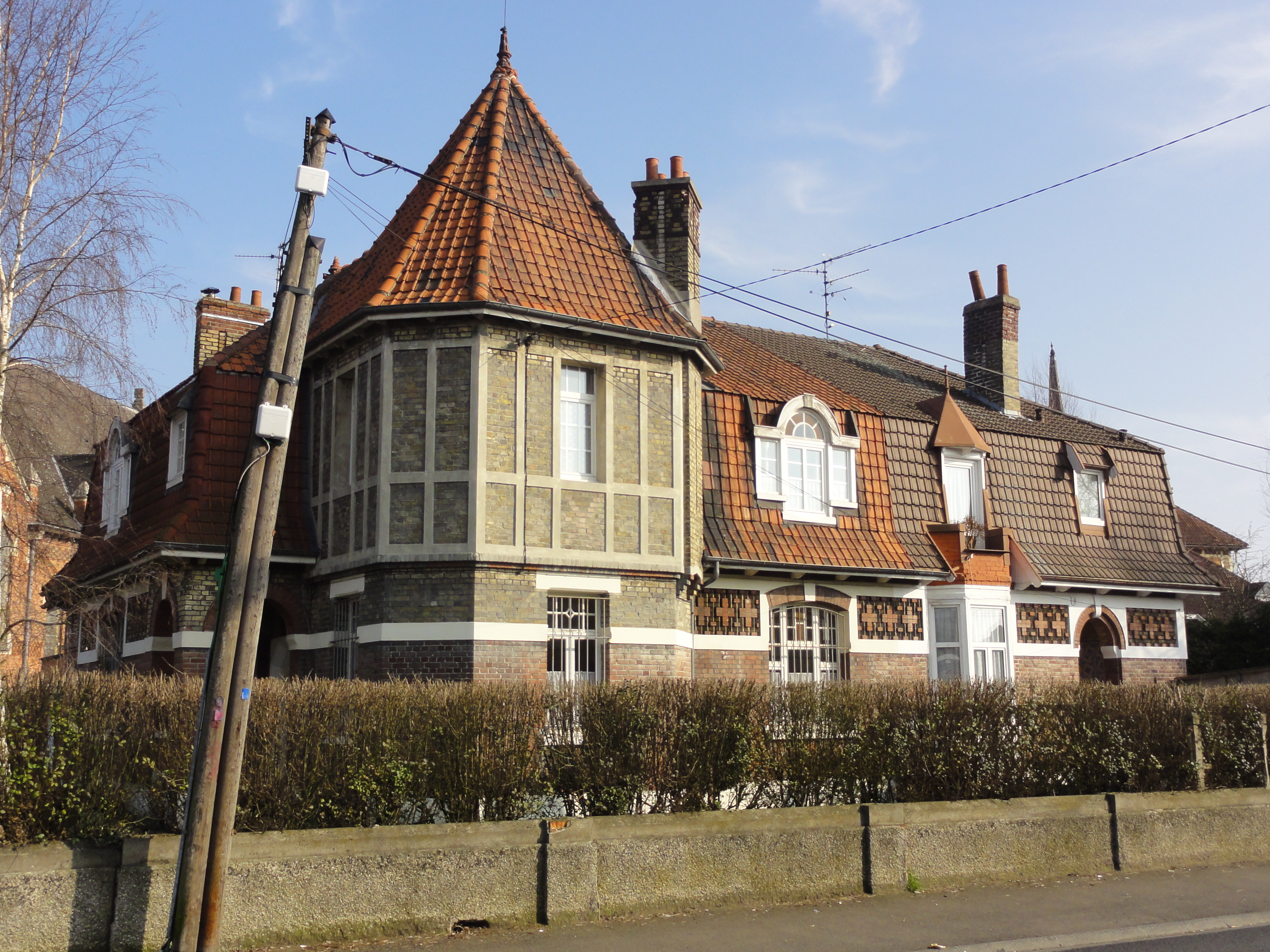
圣职者住所
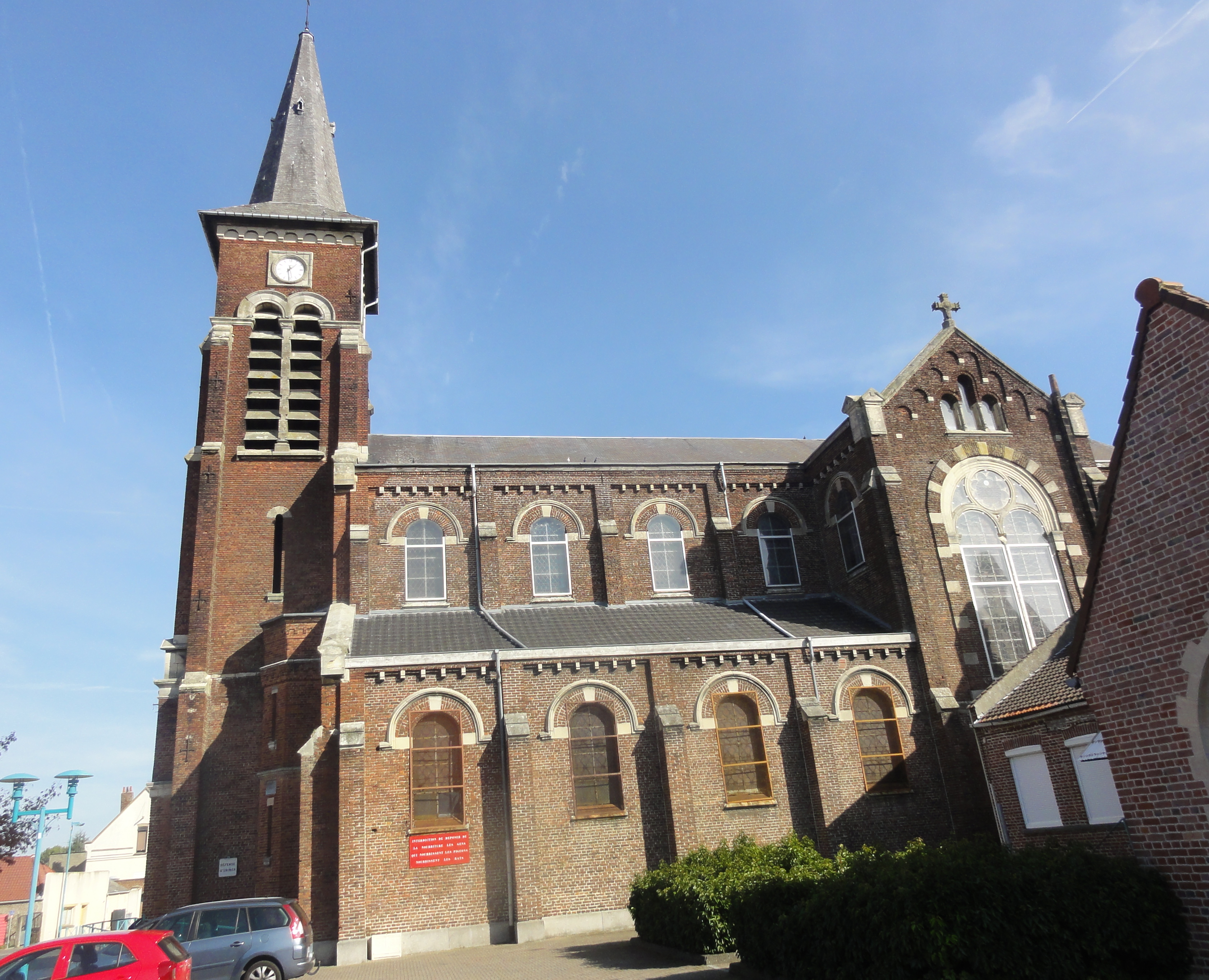
圣里克特吕德教堂
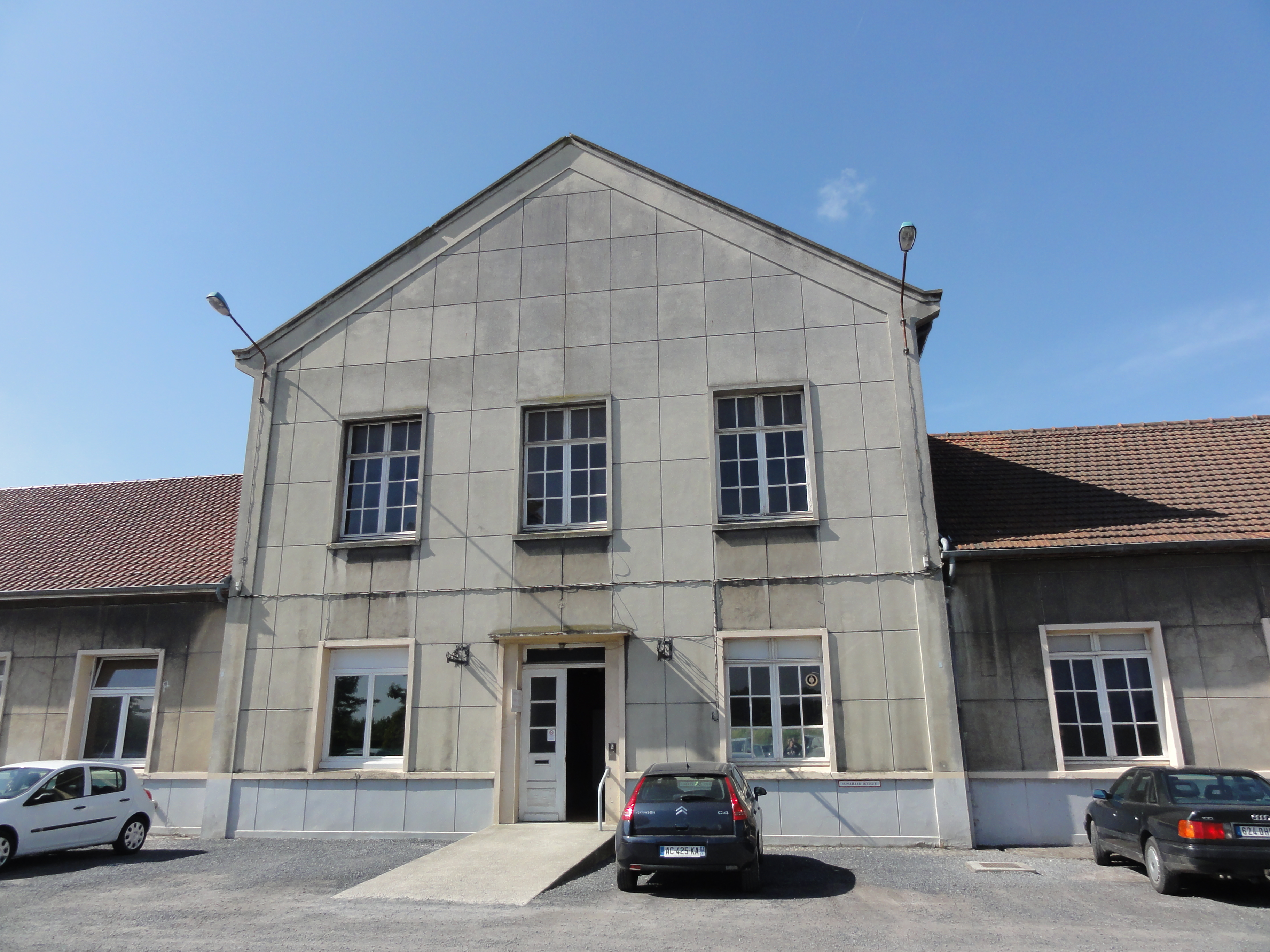
加扬煤矿办公楼
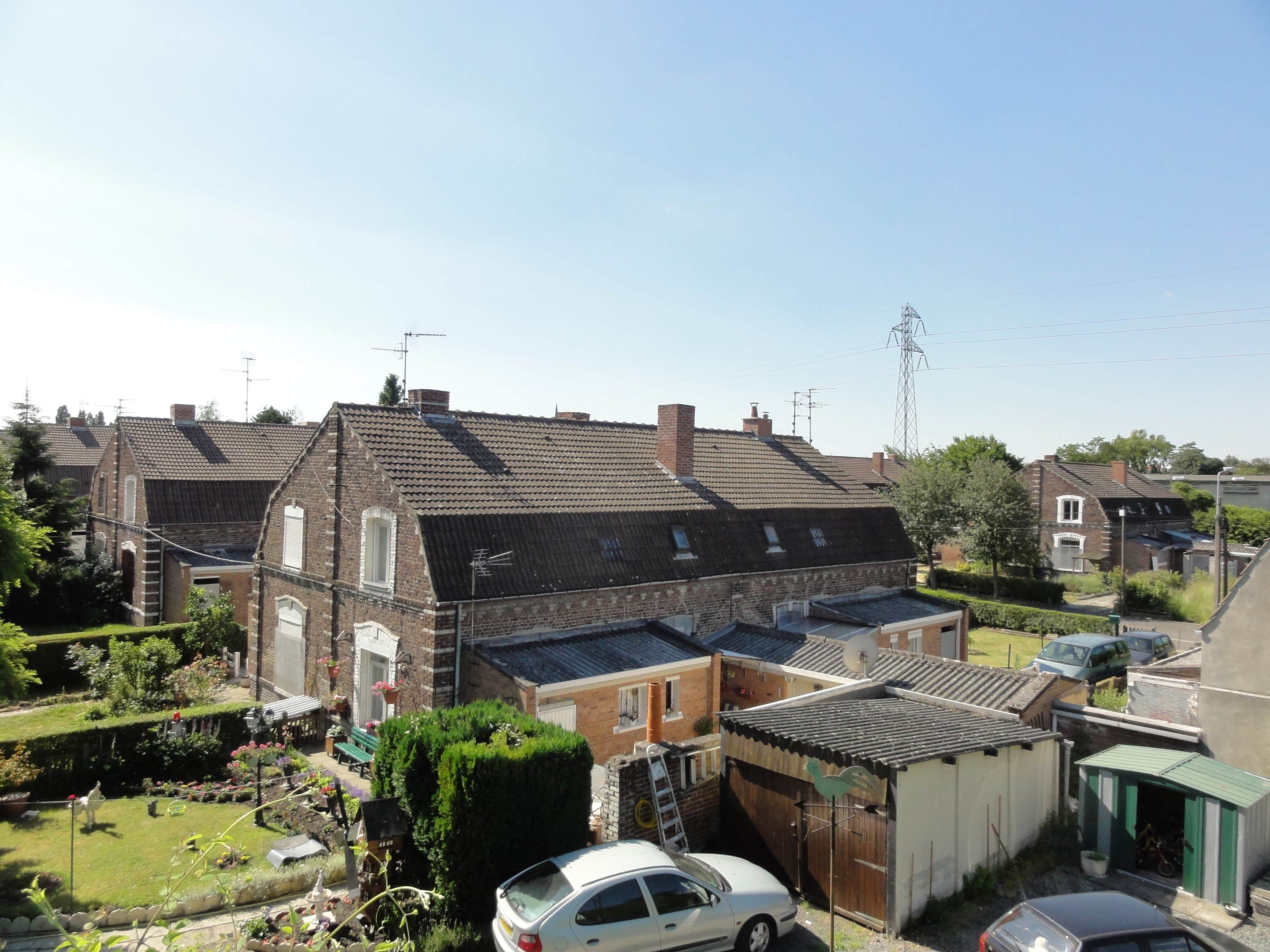
加扬煤矿旧址
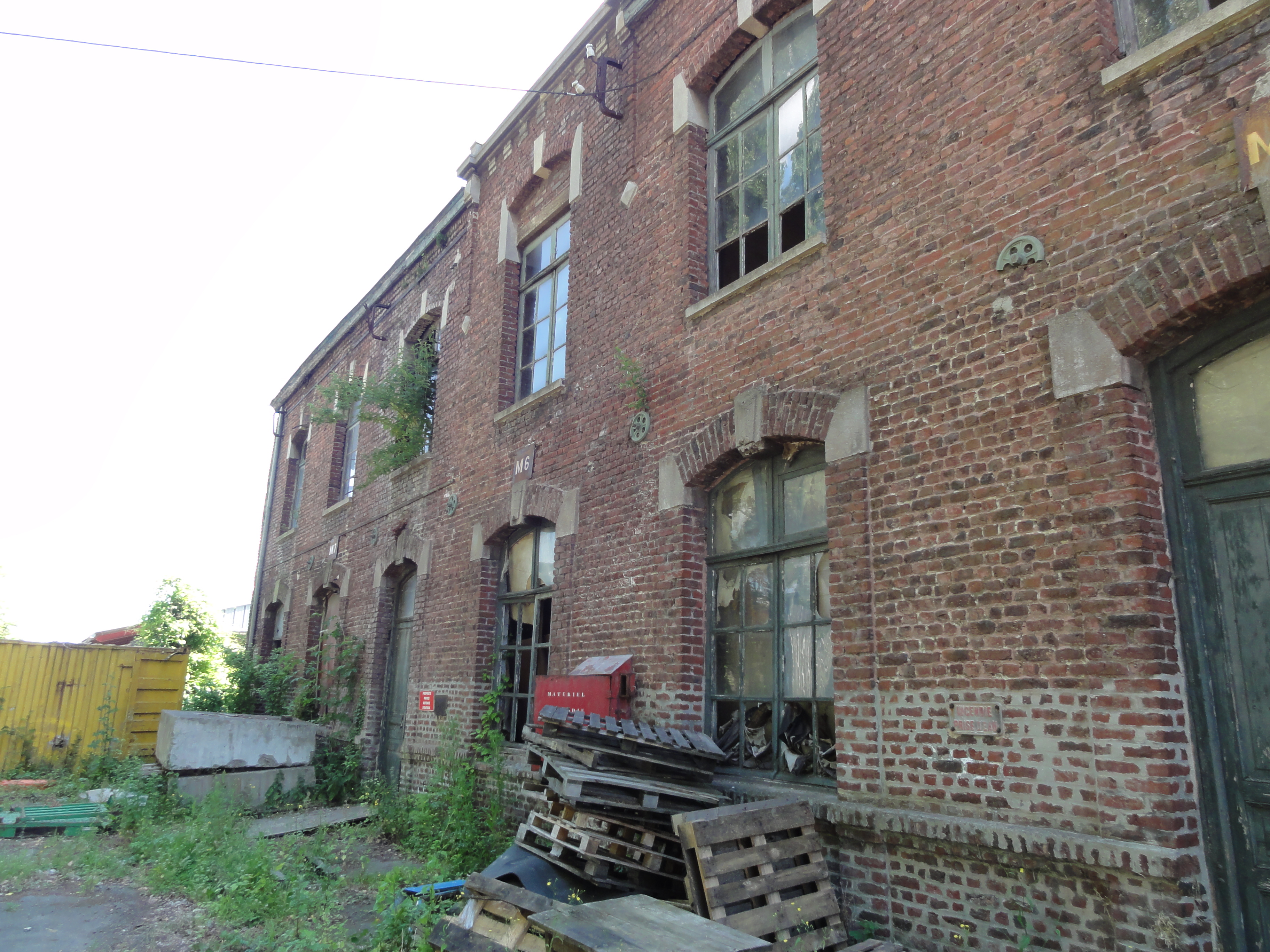
圣母煤矿旧址
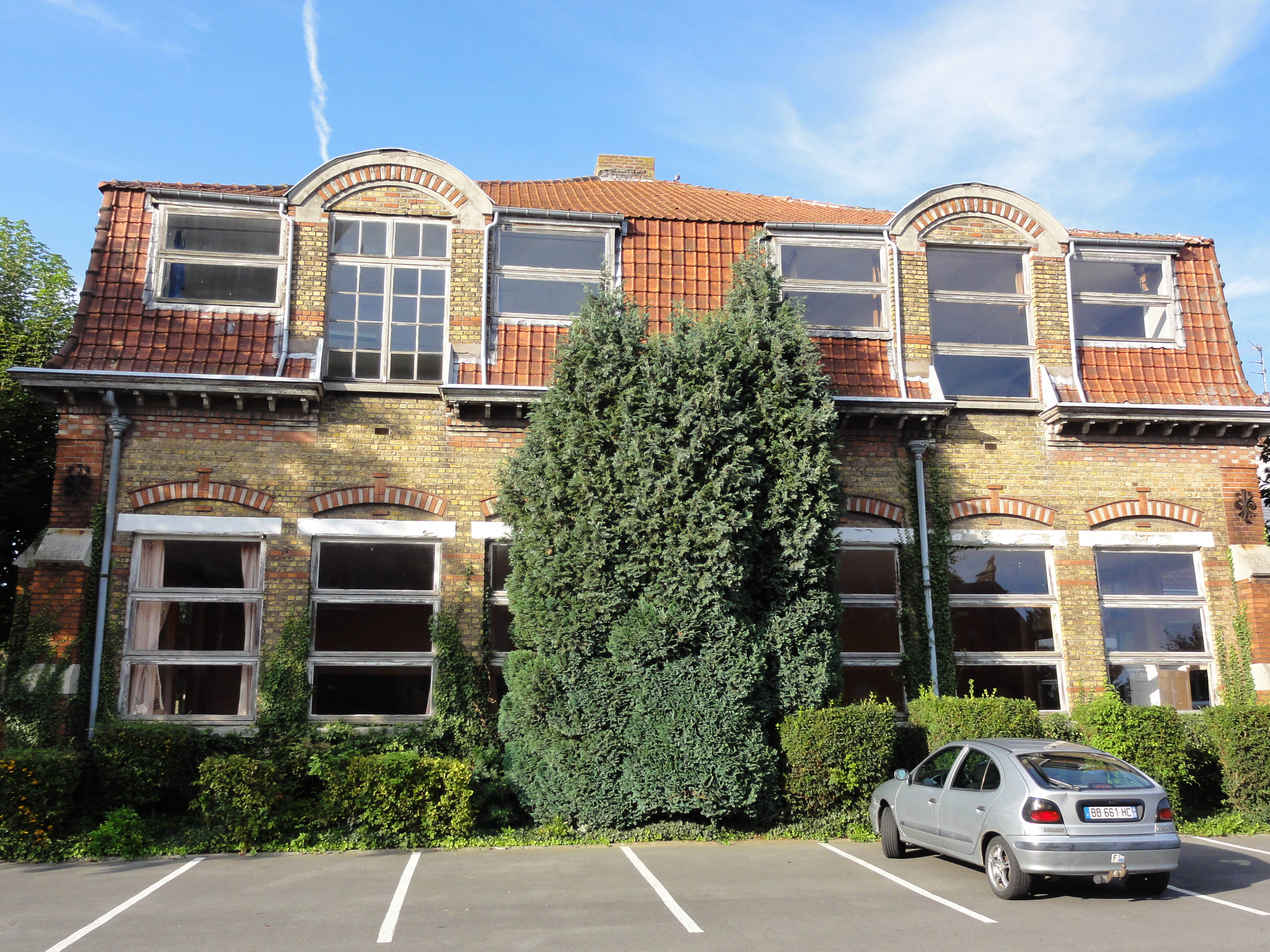
矿区教育园旧址

### 旅游
瓦济耶的旅游事务由其所属的杜埃城市圈公共社区负责。2022年，瓦济耶境内暂无任何游客接待设施。

### 媒体
法国主要的媒体均可在瓦济耶接收，法国电视三台下属的上法兰西大区频道在部分时段播出瓦济耶所在诺尔省的地方新闻。《北部之声》、《自由周刊》、蓝色法兰西北部广播等是当地主要的地方性媒体。

## 相关人物
法国指挥家乔治·普雷特和足球运动员米歇尔·斯蒂文纳出生于瓦济耶。

## 友好城市
截至2023年3月，瓦济耶共与一座城市互为友好城市关系：
- 波蘭 塔尔诺夫斯凯古雷